# Covariància
Dins l'entorn de l'estadística la covariància és una mesura de dispersió conjunta de dues variables estadístiques.

## Definició
La covariància {\displaystyle S(X,Y)} de dues variables aleatòries {\displaystyle X} i {\displaystyle Y} (de vegades també expressada {\displaystyle Cov(X,Y)}) es defineix com:
{\displaystyle S_{XY}={\operatorname {E} ([X-\operatorname {E} (X)][Y-\operatorname {E} (Y)])},}
on {\displaystyle \operatorname {E} (\cdot )} és l'operador esperança.
Per a distribucions discretes la fórmula anterior es concreta en:
{\displaystyle S_{xy}={\frac {1}{n}}\sum _{i=1}^{n}{(x_{i}-{\overline {x}})(y_{i}-{\overline {y}})}={1 \over n}\sum _{i,j}^{n}{x_{i.}y_{.j}n_{ij}}-{\overline {x}}{\overline {y}}}
Quan les variables aleatòries {\displaystyle X} i {\displaystyle Y} són n-dimensionals, és a dir, {\displaystyle X=(X_{1},\ldots ,x_{n})^{t}} i {\displaystyle Y=(i_{1},\ldots ,Y_{n})^{t}}, la seva matriu de covariàncies {\displaystyle \sigma _{XY}} és:
{\displaystyle \sigma _{XY}={\operatorname {E} ([X-\operatorname {E} (X)][Y-\operatorname {E} (Y)]^{t})}}
on {\displaystyle \operatorname {E} (\cdot )} és l'operador esperança.

## Propietats
Les propietats de la covariància són les següents:
1. Si tots els valors de la variable x, els sumem una constant k i a tots els valors de la variable y els sumem una constant k', la covariància no varia.
2. Si tots els valors d'una variable x els multipliquem per una constant k i a tots els valors de la variable y els multipliquem per una constant k', la seva covariància queda multiplicada pel producte de les constants.
3. A partir de les anteriors: si tenim dues variables SX, i amb la covariància {\displaystyle s_{xi}}, i transformacions lineals de les variables de la forma {\displaystyle z=ax+b,it=ci+d}, la nova covariància es relaciona amb l'anterior de la forma: {\displaystyle s_{ZT}=acS_{xi}}.
4. {\displaystyle Cov(x,y)=Cov(y,x)}

Si  X ,  Y ,  W , i  V  són variables aleatòries de valors reals i  a,  b,  c,  d  són constants ("constant" en aquest context significa no aleatori), després les següents veritats són conseqüència de la definició de covariància:
{\displaystyle \operatorname {Cov} (X,a)=0\,}
{\displaystyle \operatorname {Cov} (X,X)=\operatorname {Var} (X)\,}
{\displaystyle \operatorname {Cov} (X,Y)=\operatorname {Cov} (Y,X)\,}
{\displaystyle \operatorname {Cov} (aX,bY)=ab\,\operatorname {Cov} (X,Y)\,}
{\displaystyle \operatorname {Cov} (X+a,Y+b)=\operatorname {Cov} (X,Y)\,}
{\displaystyle \operatorname {Cov} (aX+bY,cW+dV)=ac\,\operatorname {Cov} (X,W)+ad\,\operatorname {Cov} (X,V)+bc\,\operatorname {Cov} (Y,W)+bd\,\operatorname {Cov} (Y,V)\,}

### Càlcul incremental
La covariància es pot calcular de forma eficient incrementant els valors disponibles utilitzant una generalització de la fórmula per al càlcul de la variància:
{\displaystyle \operatorname {Cov} (X_{i},X_{j})=\operatorname {E} \left((X_{i}-\operatorname {E} (X_{i}))(X_{j}-\operatorname {E} (X_{j}))\right)=\operatorname {E} (X_{i}X_{j})-\operatorname {E} (X_{i})\operatorname {E} (X_{j})}

### No correlació i independència
Si X  i Y  són independents, llavors la seva covariància és zero. Això passa per la propietat d'independència,
{\displaystyle \operatorname {E} (X\cdot Y)=E(X)\cdot E(Y).}
El contrari, però, generalment no és cert: Alguns parells de variables aleatòries tenen covariància zero tot i que no són independents. Sota algunes hipòtesis addicionals, la covariància de valor zero implica independència, com per exemple en el cas de la distribució normal multivariant.

### Relació amb el producte escalar
La majoria de les propietats de la covariància es poden derivar de les que comparteix amb el producte escalar:
1. Bilinealitat: per a les constants  a  i  b , i les variables aleatòries  X,  Y, i  U, {\displaystyle Cov\ (aX+BY,U)=a\ Cov\ (X,U)+b\ Cov\ (Y,U)}
2. Simètrica: {\displaystyle \operatorname {Cov} \ (X,Y)=\operatorname {Cov} \ (Y,X)}
3. Definida positiva: {\displaystyle \operatorname {Var} \ (X)=\operatorname {Cov} \ (X,X)\geq 0}, i {\displaystyle \operatorname {Cov} \ (X,X)=0} implica que X  és una variable aleatòria constant (K ).

Aquestes propietats impliquen que la covariància defineix un producte escalar sobre l'espai vectorial quocient que s'obté al considerar el subespai de variables aleatòries amb segon moment finit i identificar-ne cada parella que difereixi per una constant. Aquest espai vectorial quocient és isomòrfic al subespai de variables aleatòries amb segon moment finit i mitjana zero, i a aquest subespai, la covariància és el producte escalar {\displaystyle L^{2}} de funcions reals a l'univers.
A conseqüència d'aquest resultat s'obté, a partir de la desigualtat de Cauchy-Schwarz, la següent desigualtat:
{\displaystyle |\operatorname {cov} (X,Y)|\leq {\sqrt {\sigma ^{2}(X)\sigma ^{2}(Y)}}}